# Grupo Desportivo São Roque

## Localização
O Grupo Desportivo São Roque é um clube desportivo português sediado na freguesia de São Roque, Município de Oliveira de Azeméis, no Distrito de Aveiro.

## Ligas
- 2005-2006 - 1ª divisão distrital da Associação de Futebol de Aveiro.[2]

## Estádio
- Complexo Desportivo do Calvário (3 500 espectadores)[3]

1. ↑  Futebol 365. «Grupo Desportivo São Roque». Futebol 365. Consultado em 29 de março de 2025
2. ↑  «GD São Roque - AFA TV». AFATV. Consultado em 29 de março de 2025
3. ↑  Futebol 365. «Complexo Desportivo do Calvário». Futebol 365. Consultado em 29 de março de 2025